# Eiszai
Mjóan Eiszai/Jószai (明菴栄西, 1141. május 27. – 1215. július 2.) japán buddhista szerzetes volt. Nevéhez fűződik a zen buddhizmushoz kapcsolódó irányzat, a Rinzai iskola. Neki tulajdonítják még a zöld tea Kínából Japánba való behozatalát. Gyakran egyszerűen csak Eiszai/Jószai Zendzsi (栄西禅師) néven emlegetik, ami szó szerint, azt jelenti „Eiszai, a zen mester”.

## Élete
Bitcsú tartományban született (ma Okajama, Okajama), és a tendai buddhizmus felszentelt szerzetese volt. Elégedetlen volt a buddhizmus Japánban uralkodó akkori helyzetével, ezért 1168-ban első útja során, Kínába utazott a Tientaj-hegyhez, hogy ott tanulja meg a csan (később Japánban zen néven vált ismertté) kínai buddhista iskola alapjait. Ekkor még csak hat hónapot töltött Kínában, de 1187-ben hosszabb időre tért vissza, hogy Xuan Huaichang a Linji (Rinzai) irányzat mesterének tanítványa legyen a Jingde Si (Ching-te-ssu, 景德寺) kolostorban. 
Beiktatása után, mint zen tanító, 1191-ben visszatért Japánba, magával hozva zen írásokat és tea magvakat. Azonnal megalapította a Hóon-dzsi templomot a távoli Kjúsún, Japán első zen templomát.
Eiszai hozzáfogott az új hit lassú terjesztésének, és megpróbálta kivívni, mind a tendai iskola, mind pedig a császári udvar tiszteletét, óvatos diplomáciai tevékenységével. Szembekerülve a hagyományos buddhista iskolák, mint a Tendai, Singon és Tiszta Föld néha erőszakos ellenállásával, Eiszai végül elhagyta Kiotót és 1199-ben az északkeleti Kamakurába ment, ahol a sógun és az újonnan felemelkedő szamuráj réteg lelkesen üdvözölte tanításait. Hódzsó Maszako, Joritomo özvegye, engedélyezte a Dzsufuku-dzsi megépítését, amely az első zen templom lett Kamakurában.
Eiszai ritkán emlegetett tevékenységének egyik jellegzetessége az általa folytatott eklekticizmus. Soha nem mondott le tendai szerzetesi státuszáról és élete végéig folytatta a tendai ezoterikus gyakorlatokkal való foglalkozást. Bár neki tulajdonítják a Rinzai vonal Japánban való elterjesztését, a Tendai megmaradt, létrehozva a későbbi tanárok számára a világos japán zent szabadon keverve más iskolák tanításaival.
Eiszai az 1202-ben Kiotóban általa alapított Kennin-dzsi templomban halt meg 74 éves korában, 1215-ben és a templom kertjében lett eltemetve. Tanítványai közül kiemelkedik Eihei Dógen, aki maga is elutazott Kínába és visszatérve megalakította Japánban a zen szótó iskolát.

## A tea útja
Eiszai nevéhez fűződik még a tea hagyományának kezdete Japánban, a zöld tea Kínából való behozatala. 1214-ben írt könyvének „Az egészség megőrzése a teaivás által” 喫茶養生記 (kissza jódzsóki) címet adta. 

## Fordítás
- Ez a szócikk részben vagy egészben  az   Eisai című angol Wikipédia-szócikk ezen változatának fordításán alapul.  Az eredeti cikk szerkesztőit annak laptörténete sorolja fel. Ez a jelzés csupán a megfogalmazás eredetét és a szerzői jogokat jelzi, nem szolgál a cikkben szereplő információk forrásmegjelöléseként.